# Liviu Damian
Liviu Damian (n. 13 martie 1935, Corlăteni, România – d. 20 iulie 1986, Chișinău, RSS Moldovenească, URSS) a fost un autor, eseist, jurnalist, poet, om de cultură, scriitor și traducător sovietic moldovean, reprezentant de marcă al generației anilor 1960. 
A debutat editorial în 1963 cu placheta de versuri Darul fecioarei, urmată de mai multe cărți, printre care Sunt verb (1968), De-a baba iarba (1972), Partea noastră de zbor (1974), Inima și tunetul (1981), Coroana de umbră (1982) ș.a. A practicat eseul, publicând cărțile Îngânduratele nopți (1975) și Dialoguri la marginea orașului (1980).
O stradă din Durlești, municipiul Chișinău, dar și un liceu teoretic din orașul Rîșcani îi poartă numele. Totodată, în satul Corlăteni, raionul Rîșcani, satul de baștină al poetului, activează Muzeul literar „Liviu Damian”, filială a Muzeului de Istorie și Etnografie Rîșcani.

## Biografie
S-a născut în familia intelectualilor Ștefan Damian și Eufimia (nume de domnișoară Țurcanu). În 1951 numele poetului apare pentru prima dată în presa periodică. În 1954 este coautor la culegerea colectivă „Glasuri tinere”. În anii 1955-1960 își face studiile la Universitatea de Stat din Chișinău, Facultatea de Istorie și Filologie. Aici Liviu Damian activează în cadrul cenaclului literar „Mihai Eminescu”, publică des, este remarcat în lumea scriitorilor. După absolvire, în 1961, poetul este angajat la redacția ziarului pentru copii „Tânărul leninist”. În 1962 se căsătorește cu Antonina Racu. În 1963 se naște fiul lor Florin. Liviu Damian a fost redactor-șef adjunct al revistei Nistru (1963-1968), secretar al comitetului de conducere al Uniunii Scriitorilor din Moldova (1976-1986). În urma unei boli grave, scriitorul se stinge din viață la 20 iulie 1986 și este înmormântat lângă mama în satul natal. În octombrie 1989 la mormântul din Corlăteni a fost inaugurat un monument al scriitorului. Bustul din bronz a fost realizat de sculptorul Alexandra Picunova și de arhitectul Anatol Gurici. Inscripția „Cuprinde-mă cu liniște, pământule, cum te-am cuprins și eu...” a fost selectată din creația scriitorului de către Grigore Vieru. În anul 1995, în satul de bașnină, are loc inaugurarea Muzeului literar „Liviu Damian”, iar în anul 2000, pe casa în care scriitorul a locuit în ultimii ani de viață, a fost dezvelită o placă comemorativă.

## Opere
- Darul fecioarei, debut editorial (1963)
- Ursitoarele(1965)
- Sunt verb (1968)
- De-a baba iarba (1972)
- Partea noastră de zbor (1974)
- Mândrie și răbdare (1977)
- Altoi pe o tulpină vorbitoare (1978)
- Salcâmul din prag (1979)
- Inima și tunetul (1981)
- Coroana de umbră (1982)
- Cavaleria de Lăpușna (1985)
- Scrieri, vol.1, vol.2 (1985)
- Apa cristalina

## Premii, distincții
- Premiul de Stat pentru Literatură (1984)
- Maestru Emerit al Artei (1985)[3]
- Ordinul „Insigna de Onoare”
- Premiul Uniunii Scriitorilor din Moldova și al Comitetului de Stat pentru Edituri, Poligrafie și Comerțul cu Cărți (1983)[3]

## Aprecieri
„Liviu Damian a fost un tribun, un om de cultură al tuturor timpurilor. Un remarcabil poet român din generația N. Stănescu, I. Alexandru, A. Blandiana, egal ca spirit, ca valoare estetică și ca impact asupra generației viitoare… Pe lângă har, geniul avea calitatea de a se împărtăși cu cei mai tineri, care urmau să ducă suflarea literară mai departe”—Ion Hedea
„Liviu Damian s-a aflat într-o permanentă competiție cu timpul său. Și, de cele mai multe ori, a reușit să-l devanseze cu un pas… A fost și rămâne un poet modern, care a avut o contribuție sensibilă la “schimbarea la față” a poeziei românești din Basarabia. Susținător fervent al tinerilor, de fiece dată când o cereau “împrejurările”, ne lua apărarea în fața cerberilor literari de odinioară. Noi, cei mai tineri, îi ziceam cu drag “Taica Liviu”…”—Vasile Romanciuc
„…Liviu Damian este un antimioritic, credința sa de nestrămutat îndreptându-se spre omul marcat de capacitatea competitivă, spre tipul uman capabil de eroism, spre marea ca ritm primordial, din ale cărei valuri viața renaște mereu. …Atitudinea trează, în cazul lui Liviu Damian, vorbește despre închiderea excesivă a eului în forul său interior. La o prea mare profunzime a spiritului, ne previne Nietzsche, “însăși rana poate da forța necesară vindecării “. Acest lucru se întâmplă și în versurile lui Liviu Damian: ramul crește din rană. … Într-o epocă stagnantă Damian se declară adeptul mișcării, poezia sa diferențiindu-se prin caracterul ei mobilizator… Liviu Damian se manifestă ca un precursor al postmodernității în Basarabia.”—Ana Bantoș